# David Lloyd
David Lloyd (1950), é um desenhista e roteirista de histórias em quadrinhos inglês. Ele é mais conhecido por ilustrar V de Vingança escrita por Alan Moore.
Começou profissionalmente em meados dos anos 70 desenhando Halls of Horror, TV Comic e outros títulos para a Marvel britânica. Com o escritor Steve Parkhouse criou o herói pulp Night Raven.
Quando a revista Warrior foi criada em 1982, seu editor, Dez Skinn, pediu a Lloyd que criasse mais um personagem no estilo pulp. Ele e Alan Moore criaram, então, V de Vingança, história que se passa num futuro distópico, no qual um governo fascista comanda a Inglaterra. O visual do personagem foi criado por Lloyd, e a história foi desenhada usando a técnica de chiaroscuro. Lloyd também sugeriu que Moore devesse evitar usar balões de pensamento e onomatopéias no narrativa do gibi.A série foi interrompida com o fim da Warrior em 1984, e retomada pela DC comics em 1988, desta vez em cores. Foi adaptada para cinema em 2005.
Lloyd também trabalhou em Espers com James H. Hudnall, para a Eclipse Comics; colaborou com Hellblazer, com os escritores Grant Morrison, Jamie Delano e Garth Ennis; ainda com Ennis, trabalhou em War Story; Frequência Global, com Warren Ellis; Sláine, com Pat Mills, entre muitos outros.
Lloyd diz ser influenciado principalmente por artistas como Steve Ditko, Alex Toth e John Burns. Recentemente, lançou uma HQ autoral, em que ele escreve e desenha, chamada Kickback, lançada primeiramente na França (Editions Carabas), seguido por EUA e Reino Unido (Dark Horse Comics). 

Em 2012, Lloyd criou a revista Aces Weekly, uma antologia de quadrinhos online com criadores como Mark Wheatley, Val Mayerik, John McCrea, Phil Hester, Lew Stringer e David Leach.